# John Rechy
John Rechy (El Paso, Texas, 10 de marzo de 1931) es escritor estadounidense, cuyas novelas reflejan sus vivencias como gay.

## Vida
De ascendencia mexicana y escocesa. Llevó una vida nómada en la que atravesó los Estados Unidos y acabó por establecerse en Los Ángeles. 
Comenzó su carrera literaria en 1963 con City of Night (La Ciudad de la Noche), en la que narraba su experiencia como chapero, con el que consiguió ser un best seller internacional todavía hoy estudiado en numerosos cursos de literatura contemporánea estadounidense.
John Rechy también ha trabajado en teatro, escribiendo numerosas obras, entre ellas tuvo éxito Tigers Wild. Al trabajo como escritor se suma su labor como profesor de literatura en la University of Southern California.

## Honores
En 1997 es el primer novelista en recibir el PEN-USA-West's Lifetime Achievement Award. En 1999, por su labor en favor de la causa gay, recibió el Premio William Whitehead Lifetime Achievement Award de The Publishing Triangle, en la New School de Nueva York. Cuando se anuncia el premio, Edmund White destaca que Rechy es "una de las figuras más heroicas de la vida contemporánea estadounidense" y "una piedra de toque de integridad moral e innovación artística". 
En 2014, UC Santa Bárbara lo honró con el Premio Luis Leal por distinción en literatura chicana/latina. En 2018, el Los Angeles Times le otorgó el Premio Robert Kirsch 2017 por su trayectoria profesional.  
En 2019 la Universidad de California en Los Ángeles le ha otorgado la Medalla UCLA, el más alto galardón que otorga esa universidad, por su labor como novelista, dramaturgo y ensayista, centrando en temas como la defensa de los gays, los mexicano-estadounidenses, los derechos de los afroestadounidenses y los inmigrantes.

## Traducciones al español
En un último recuento, su trabajo hasta la fecha ha sido traducido a 20 idiomas.
- City of Night, 1963, traducida como La ciudad de la noche, México, Diana, 1968, por Eduardo Escalona; y como La ciudad de la noche, Madrid, Egales, 2007 por Alejandro Palomas
- Numbers, 1967, traducida como Numerados, Madrid, Egales, 2004

## Otras novelas y trabajos
- This Day's Death (1969)
- The Vampires (1971)
- The Fourth Angel (1972)
- The Sexual Outlaw (1977) (no ficción)
- Rushes (1979)
- Bodies and Souls (1983)
- Marilyn's Daughter (1988)
- The Miraculous Day of Amalia Gomez (1991)
- Our Lady of Babylon (1996)
- The Coming of the Night (1999)
- The Life and Adventures of Lyle Clemens (2003)
- Beneath the Skin (2004)